# تئائو مک‌کنزی
تئائو موانا مک‌کنزی (انگلیسی: Teau Moana McKenzie؛ زادهٔ ۱۲ مارس ۱۹۹۵) ورزشکار زن رشته قایق‌رانی بادبانی اهل جزایر کوک است که در بازی‌های المپیک تابستانی ۲۰۱۶ به رقابت پرداخت.
مک‌کنزی در بازی‌های پاسیفیک در رشته در مجموع برندهٔ ۲ مدال طلا، ۲ مدال نقره شده‌است.